# Alexander Lasutkin
Alexander Lasutkin (en russe : Александр Александрович Лазуткин ; Aleksander Aleksandrovich Lazutkin et en biélorusse : Аляксандр Аляксандравіч Лазуткiн ; Aliaksandr Aliaksandravich Lazutkin), né le 26 juin 1983 à Magadan, en RSFS de Russie, est un fondeur biélorusse.

## Biographie
Alexander Lasutkin participe à deux éditions des Jeux olympiques d'hiver, en 2006 à Turin (52e du sprint, 15e du quinze kilomètres et 40e du cinquante kilomètres) et en 2014 à Sotchi (55e du skiathlon, 49e du quinze kilomètres et 14e du relais), ainsi qu'à cinq éditions des Championnats du monde, obtenant comme meilleur résultat individuel une 31e sur le trente kilomètres en 2009 à Liberec. 
Son meilleur résultat sur la scène internationale est une neuvième place obtenue sur le trente kilomètres libre de La Clusaz en décembre 2006. Il remporte ensuite trois médailles à l'Universiade, dont deux en or.
Il marque de nouveau des points dans la Coupe du monde lors des saisons 2010-2011 et 2013-2014.

## Palmarès
| Épreuve / Édition | Sprint                           | Sprint                           | 15 km                            | 15 km                            | Poursuite / Skiathlon 2 × 15 km | 50 km | Relais | Relais    |
| Épreuve / Édition | libre                            | classique                        | libre                            | classique                        | Poursuite / Skiathlon 2 × 15 km | 50 km | Sprint | 4 × 10 km |
| JO 2006 Turin     | Épreuve inexistante à cette date | 52e                              | 15e                              | Épreuve inexistante à cette date | —                               | 40e   | DNS    | —         |
| JO 2014 Sotchi    | —                                | Épreuve inexistante à cette date | Épreuve inexistante à cette date | 49e                              | 55e                             | —     | —      | 14e       |

Légende :
- — : épreuve non disputée par Lasutkin.
- : épreuve ne figurant pas au programme.
- DNS : inscrit mais pas au départ

### Championnats du monde
| Épreuve / Édition           | Sprint                           | Sprint                           | 15 km                            | 15 km                            | Poursuite / Skiathlon 2 × 15 km | 50 km   | Relais | Relais    |
| Épreuve / Édition           | libre                            | classique                        | libre                            | classique                        | Poursuite / Skiathlon 2 × 15 km | 50 km   | Sprint | 4 × 10 km |
| Mondiaux 2005 Oberstdorf    | Épreuve inexistante à cette date | -                                | 38e                              | Épreuve inexistante à cette date | 45e                             | Abandon | 10e    | -         |
| Mondiaux 2007 Sapporo       | Épreuve inexistante à cette date | -                                | 49e                              | Épreuve inexistante à cette date | Abandon                         | DNS     | —      | 13e       |
| Mondiaux 2009 Liberec       | 53e                              | Épreuve inexistante à cette date | Épreuve inexistante à cette date | 60e                              | 35e                             | 31e     | -      | -         |
| Mondiaux 2011 Oslo          | -                                | Épreuve inexistante à cette date | Épreuve inexistante à cette date | 44e                              | 47e                             | DNS     | -      | -         |
| Mondiaux 2013 val di Fiemme | Épreuve inexistante à cette date | 58e                              | 46e                              | Épreuve inexistante à cette date | 60e                             | -       | -      | 14e       |

### Coupe du monde
- Meilleur classement général : 94e en 2007.
- Meilleur résultat individuel : 9e.

#### Classements par saison
| Saison    | Classement général final | Classement distance |
| 2006-2007 | 94e                      | 56e                 |
| 2010-2011 | 170e                     | 104e                |
| 2013-2014 | 152e                     | 97e                 |

### Universiades
- Turin 2007 :
  -  Médaille d'or du 10 kilomètres libre.
  -  Médaille d'or de la poursuite (15 kilomètres).
  -  Médaille d'argent du 30 kilomètres libre.